# Camplong
Camplong é uma comuna francesa na região administrativa de Occitânia, no departamento de Hérault. Estende-se por uma área de 13,25 km². Em 2010 a comuna tinha 236 habitantes (densidade: 17,8 hab./km²).